# Damias bipuncta
Damias bipuncta là một loài bướm đêm thuộc phân họ Arctiinae, họ Erebidae.